# Hornstorf
Hornstorf település Németországban, Mecklenburg-Elő-Pomeránia tartományban. Lakosainak száma 1275 fő (2023. december 31.).

## Népesség
A település népességének változása:
| Lakosok száma | 1097 | 1146 | 1276 | 1271 | 1275 |
|               | 2017 | 2019 | 2021 | 2022 | 2023 |